# ヤン・ヤンセン
ヤン・ヤンセン（Jan Janssen、本名:Johannes Adrianus Janssen（ヨハネス・アドリアヌス・ヤンセン）。1940年5月19日 - ）は、オランダ・ノートドルプ出身の元自転車競技選手。

## 経歴
ヤンセンは若い頃より、重役として親とともに同族が経営する会社で働いていたが、16歳の頃、自転車チームに加入。1962年にプロ選手に転向した。その年、チューリッヒ選手権を制した。
本格化したのは1964年。パリ～ニースで総合優勝を果たし、ツール・ド・フランスではポイント賞を獲得。そして、9月にフランスのサランシェで開催された世界自転車選手権プロ・ロードレースを制し、一躍トップスターへと上り詰めた。
1965年はロンド・ファン・ネーデルランド総合優勝、ツール・ド・フランスポイント賞獲得等の実績を挙げる。1966年はボルドー～パリを制覇。そして1967年、1968年の2年間は最高潮のシーズンとなった。
1967年、ブエルタ・ア・エスパーニャの総合優勝並びにポイント賞を獲得。さらにツールでは当時としては最多受賞となる3度目のポイント賞を獲得した他、パリ〜ルーベも制覇。世界選手権でも2位に食い込んだ。また、スーパープレスティージュを受賞した。
1968年、ブエルタで2度目のポイント賞を獲得。そしてツール・ド・フランスでは、ベルギーのヘルマン・バンスプリンゲルと終盤までマイヨ・ジョーヌ争いを演じ、最終・第22ステージの個人タイムトライアルにおいてバンスプリンゲルを38秒差逆転し、劇的な総合優勝を果たした。ちなみにオランダ国籍選手として、初めてツール・ド・フランスで総合優勝を果たした瞬間でもあった。1973年に引退。